# Jess Willard
Jess Willard (Pottawatomie, 29 dicembre 1881 – Los Angeles, 15 dicembre 1968) è stato un pugile statunitense.
Campione del mondo dei pesi massimi dal 1915 al 1919, la International Boxing Hall of Fame lo ha riconosciuto fra i più grandi pugili di ogni tempo.

## Biografia
Nato in zone rurali, si dedicò completamente al lavoro di Cowboy, vendeva, curava e allenava cavalli. Verso i trent'anni di età, dopo essersi sposato, Willard si spostò ad Elk City, nell'Oklahoma. Qui lavorò come macchinista di treni. Grazie alla sua mole fisica però, si rese conto che poteva guadagnare qualcosa come pugile, e decise di intraprendere questa strada, anche se più per divertimento. 
Il periodo storico statunitense in cui Jess Willard viveva era caratterizzato da una feroce diffusione di ideologie razziste e xenofobe. Sappiamo per certo che Jess abbracciò questo pensiero, infatti per molti egli rappresentava il potente pugile bianco capace di sconfiggere gli avversari afroamericani, che già dai primi anni del secolo stavano dimostrando tutto il loro valore. Quando comincio a boxare il detentore del titolo dei pesi massimi era Jack Johnson, il primo pugile di colore della storia a indossare la cintura di campione.

### Carriera
Nonostante l'età non più giovanissima, Jess esordì nel 1911 a 29 anni di età e fu immediatamente squalificato dopo dieci round per aver lanciato il suo avversario al tappeto. Vinse poi i successivi 6 incontri, ma venne sconfitto per TKO contro il primo buon pugile incontrato, Joe Cox. Willard dopo 5 round, uscì dal ring riferendo all'arbitro di non essere in condizione di combattere, abbandonò l'incontro.
Dopo 8 vittorie venne sconfitto ai punti in 20 round. Era risaputo che Willard fosse una persona gentile e amichevole e che non amasse troppo boxare o ferire le persone, questo era individuabile anche sul ring, dove spesso aspettava che il suo avversario lo attaccasse prima di rispondere con un colpo, il che lo faceva sentire a suo agio, come se si stesse difendendo. È stato spesso diffamato come uno scoordinato piuttosto che un abile pugile, ma il suo stile di contrattacco, unito alla sua enorme forza e resistenza, si rivelò vincente contro i migliori combattenti.
Nonostante ciò nel 1913 fu protagonista di un drammatico episodio quando dopo 11 round colpì con un montante destro un inesperto pugile, Bull Young, il quale perse l'incontro e morì il giorno dopo in ospedale a seguito di un'operazione. L'episodio scosse per sempre Willard, ma che comunque continuò la sua carriera, perdendo il suo seguente incontro.
Willard successivamente ottenne buone vittorie anche se venne sconfitto da Tom McMahon in 12 riprese. Dopo altri 2 risultati positivi ebbe l'opportunità, nel 1915, di affrontare il campione Jack Johnson.

#### Titolo Mondiale

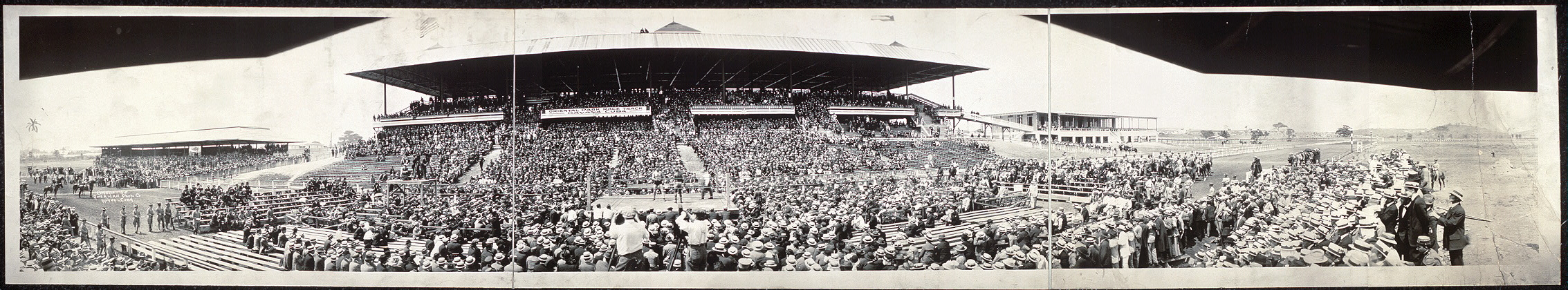
Panorama dell'Oriental Park Racetrack dell'Avana (Willard vs Johnson)

Lunedì 5 aprile 1915, Johnson perse la cintura di campione mondiale dei pesi massimi contro Willard. Il campione veniva da più di venti incontri vinti, Willard aveva un record di 22 vittorie 5 sconfitte e 2 pareggi. 
Johnson registrò 102 kg mentre Willard 108 kg. Davanti ad una folla di 25.000 persone sotto il sole cocente dell'Oriental Park Racetrack dell'Avana, a Cuba. Johnson, dopo 1 ora e 43 minuti, fu messo KO al 26º round di un match che ne prevedeva 45. Johnson, anche se si era dimostrato superiore in quasi tutti i round precedenti, iniziò a tirare il fiato dopo il 20º round, e venne visibilmente scosso da pesanti colpi al corpo portati in successione da Willard.
Inizialmente dopo la sconfitta Johnson lodò il nuovo campione, nove mesi dopo però affermò che dietro la sua disfatta vi era una combine, e di aver simulato il KO solo per accontentare i suoi promoter. Tuttavia, ciò non fu mai provato. La vittoria di Willard fu comunque riconosciuta da tutti come ineccepibile ed onesta. Alto 1.99 m, fu il più alto vincitore del titolo mondiale pesi massimi della storia fino all'avvento di Vitalij Klyčko (201 cm).
Il 25 marzo 1916 affrontò Frank Moran, a New York. Willard si aggiudicò la vittoria ai punti, ricevendo 47 mila dollari. 
Per i successivi 3 anni Willard non mise mai in palio ufficialmente il suo titolo, fece solo qualche match di esibizione.

#### Perdita del Titolo Mondiale
Il 4 luglio 1919, a 37 anni d'età, mise in discussione il proprio titolo contro Jack Dempsey a Toledo, in Ohio. 

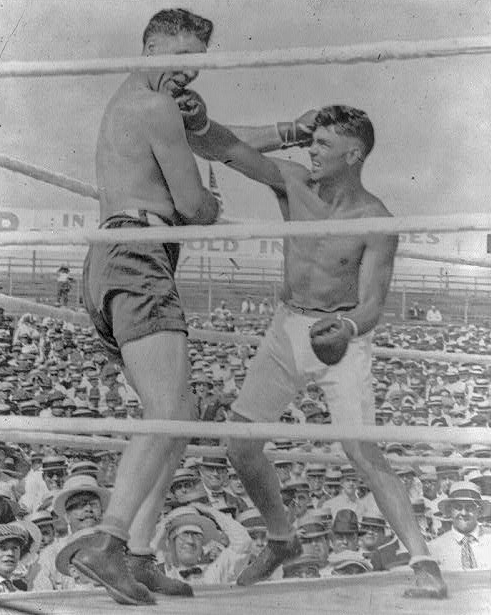
Willard contro Dempsey (1919)

Willard pesava 111 kg mentre Dempsey 85 kg, l'incontro si disputò in una struttura all'aperto, la temperatura a bordo ring era di 42° c, Willard era favorito. Il suono della campana d'inizio incontro fu talmente debole che nessuno dei due pugili la udì, e gli arbitri dovettero dare un secondo inizio alla sfida. L'incontro fu senza storia: Dempsey dominò la sfida dal primo momento. Fu un vero e proprio massacro, Jess finì al tappeto 7 volte, alla fine del 3º round l'angolo di Willard fermò l'incontro. Sotto i colpi di Dempsey si ritrovò tre costole rotte, una mascella fratturata e 5 denti spezzati. Anche se quando Willard uscì dall'ospedale disse che aveva riportato solo un taglio sopra l'occhio e uno in bocca, il resto erano tutte esagerazioni. L'incontro è ancora oggi considerato come una delle sconfitte più cruente di sempre.

#### Ritiro
I colpi di Dempsey furono talmente violenti che fino al giorno della sua morte Willard sostenne che Dempsey avesse rinforzato con del gesso di Parigi la fasciatura delle proprie mani prima di indossare i guantoni, anche se esistono delle foto in cui lo sfidante era senza guanti e non si vedono tracce di gesso. I due però anni dopo divennero amici, apparendo diverse volte in pubblico.
Dopo aver perso il titolo, Willard combatté solo altri 2 incontri, nel 1923, l'ultimo perso per KO contro Luis Angel Firpo. 

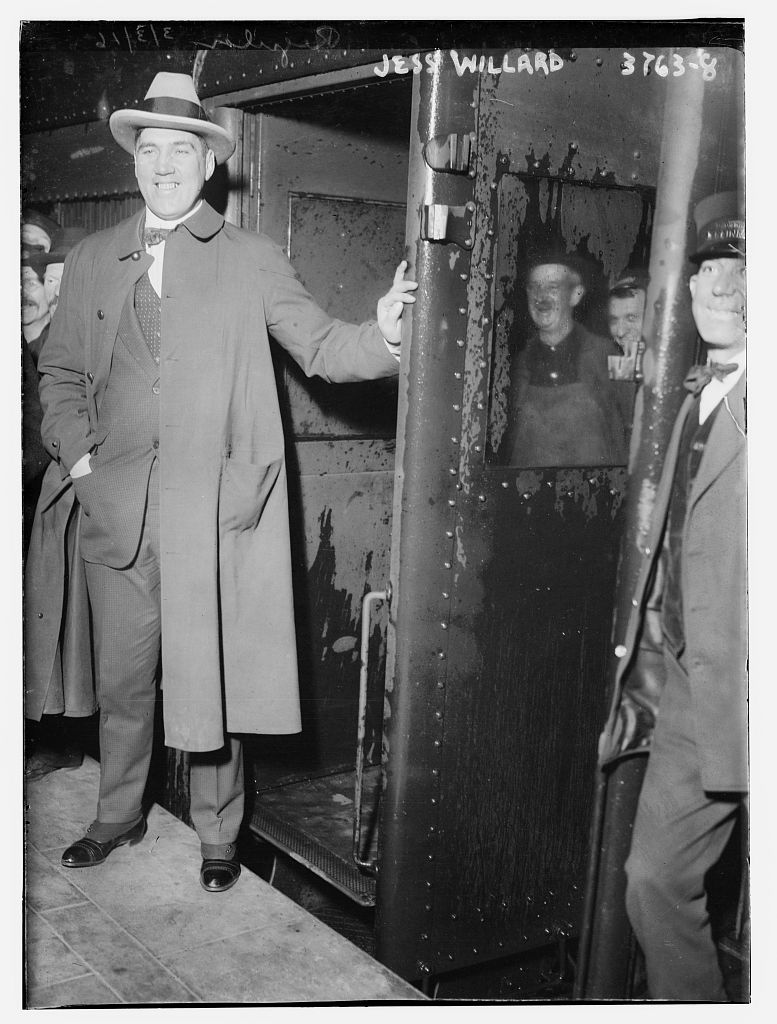
Jess Willard a New York

In seguito decise di avvicinarsi al cinema come attore. Ricoprì solo delle piccole parti, come quella che gli fu concessa in un film sulla vita di un pugile del 1933, al fianco degli attori Max Baer e Myrna Loy. Poi ebbe un'ottima carriera come imprenditore nel mercato immobiliare e dei supermercati.
Morì nel dicembre 1968, a 86 anni, a seguito di un infarto. Venne sepolto nel cimitero di Forest Lawn Memorial Park a Hollywood Hills di Los Angeles in California.